# Дівнинське
Ді́внинське (раніше також Таз, алб. Taz) — село в Україні, входить до Олександрівської територіальної громади Мелітопольського району Запорізької області, розташоване за 10 км на південь від селища Приазовське. Населення становить 668 осіб. До 2018 орган місцевого самоврядування — Олександрівська сільська рада.

## Географія
Село Дівнинське знаходиться на берегах річки Акчокрак, вище за течією на відстані 3,5 км розташоване село Добрівка, нижче за течією на відстані 1,5 км розташоване село Георгіївка.

## Історія
Село засноване 1861 року арнаутами — переселенцями з бессарабського села Каракурт і спочатку мало назву Таз (алб. Taz).
7 (20) листопада 1917 року, відповідно до Третього Універсалу Української Центральної Ради, увійшло до складу Української Народної Республіки.
Під час організованого радянською владою Голодомору 1932—1933 років в Дівнинському померло близько 500 людей, встановлено імена 66 жертв.
Після виборів 29 квітня 2018 року Дівнинська сільська рада увійшла до складу новоствореної Олександрівської ОТГ.
12 червня 2020 року, відповідно до розпорядження Кабінету Міністрів України № 713-р «Про визначення адміністративних центрів та затвердження територій територіальних громад Запорізької області», село увійшло в Олександрівську сільську громаду.
У 2020 році внаслідок ліквідації Приморського району село увійшло до складу Мелітопольського району.

## Об'єкти соціальної сфери
- Школа. Учнів з розташованого неподалік села Георгіївка привозить до школи шкільний мікроавтобус[9].
- Дитячий садочок «Зірочка». Спочатку складався з єдиної ігрової кімнати і приймав дітей тільки на 3 години. У 2009 році було відремонтовано і відкрито в будівлі старої школи дошкільний заклад на 25 дітей зі спальними місцями, кухнею та пральнею[10]
- Будинок культури.
- Фельдшерсько-акушерський пункт.

## Пам'ятки
- Пам'ятний знак пам'яті жертв Голодомору 1932—1933 років[11].

## Постаті
- Пальгуєв Олександр Сергійович (1992—2014) — солдат Збройних сил України, боєць Добровольчого корпусу «Правий Сектор»[12].